# Плазменный скальпель
Плазменный скальпель — основанный на плазме хирургический инструмент для резания биологических тканей.

## История изобретения
Плазменный скальпель был впервые создан в США в 1966 году и применен в 1974 году, однако его клинические испытания проведены не были из-за большого процента гибели оперируемых животных от газовой эмболии по причине большой зоны травматизации.
В СССР плазменный скальпель был изобретен Бересневым А.С., работавшим на Смоленском авиационном заводе. До изобретения плазменного скальпеля Береснев создал плазменный пистолет для сварочных работ, плазменную установку для резки высокопрочных деталей, водородный плазменный аппарат и установку для резки металлов большой толщины.В 1978 году Береснев познакомился с сотрудниками Смоленского государственного медицинского университета Морозовым Ю.И. и Козловым Н.Б. и рассказал о своем изобретении. Уже в 1979—1980 годах были проведены эксперименты на животных с использованием установки плазменного скальпеля «СУПР—М». Бересневу А.С., Серых Л.А. (директору Смоленского авиационного завода) и Морозову Ю.И. было выдано авторское свидетельство «Плазматрон для резки биологических тканей» с приоритетом от 23 мая 1980 года. В 1984 году было получено разрешение на клинические испытания, хотя первая неофициальная операция была проведена Морозовым Ю.И. еще в 1980-м году. Сообщение о первой операции с использованием плазменного скальпеля появилось в центральной прессе уже в 1986 году. Установки плазменного скальпеля начали серийно выпускаться в 1987 году.  

## Принцип действия
В плазменном скальпеле поток плазмы образуется при пропускании тока большой силы через высокоскоростную струю инертного газа. Разрезание тканей осуществляется за счет большой температуры до 20,000 градусов Цельсия, при этом зона повреждения сохраняемых тканей ограничена за счет небольших размеров и соответственно низкой теплоемкости плазмы. 

## Использование
Использование плазменного скальпеля показано в легочной хирургии и в хирургии паренхиматозных органов (печени, селезенки и поджелудочной железы). Скальпель рекомендуется использовать если диаметр повреждаемых сосудов не превышает 1,5 мм.